# Rudolf Bauer
Rudolf Bauer, född 2 januari 1879 i Budapest, död 9 november 1932 i Sósér, var en ungersk friidrottare.
Bauer vann guldmedalj i diskuskastning vid olympiska sommarspelen 1900 i Paris. Segerkastet slutade på 36,04 meter.